# نظام سیاسی
نظام سیاسی، نظامی است که به امور سیاسی و دولتی می‌پردازد، این نظام اغلب با نظام حقوقی، نظام اقتصادی، نظام فرهنگی و دیگر نظام‌های اجتماعی مورد مقایسه قرار می‌گیرد. البته این دیدگاه بسیار ساده‌ای از یک نظام بسیار پیچیده‌تر است که به مقوله‌هایی از این قبیل می‌پردازد که چه کسی باید در مصدر قدرت باشد، مسائل و امور مذهبی چگونه باید مدیریت شوند و دولت باید چه تأثیری بر مردم و اقتصاد داشته‌باشد.
چندین تعریف از نظام سیاسی وجود دارد:
- نظام سیاسی، مجموعهٔ کاملی از نهادها، گروه‌های ذی‌نفع (از قبیل احزاب سیاسی، اتحادیه‌های تجاری و گروه‌های رای دهی) و ارتباطات میان آن نهادها و قواعد و نرم‌های سیاسی است که عملکردهای آن‌ها را اداره می‌کند. (برای مثال قواعدی چون قانون اساسی و قانون انتخابات)
- یک نظام سیاسی از مجموعه‌ای از گروه‌های اجتماعی دارای قدرت تشکیل شده‌است.
- یک نظام سیاسی، نظامی است که ضرورتاً دارای دو مشخصه است: مجموعه‌ای از اجزای مستقل که دارای مرزهایی با یکدیگر هستند و هر یک در محیطی که ایجاد شده‌است، مشغول فعالیت می‌باشند.
- نظام سیاسی مفهومی است که از لحاظ نظری به روشی از حکومت گفته می‌شود که به سیاست‌گذاری و سازماندهی کردن بیشتر آنان در تشکیلات خود می‌پردازد.
- یک نظام سیاسی که حفظ نظم و یکپارچگی را در جامعه تضمین می‌کند و در عین حال باعث می‌شود که برخی نهادهای دیگر نیز نارضایتی‌ها و شکایت‌های خویش را در این دوره از حیات اجتماعی مطرح کنند.
- نظام سیاسی یا حکومتی از مجموعه ای از ترکیبات تشکیل یافته که بر روی هم به تدوین و اجرای تصمیماتی رهنمون می‌شوند که انطباق پذیر بر جامعه است.

شباهت‌ها بین نظام‌های سیاسی:
- بخش‌های وابسته

- فرهنگ شهری
- دولت
- مرزها
- شهروندان
- قلمرو
- جامعه‌شناسی نظام‌های سیاسی
- مالکیت

### اشکال انسان‌شناسی نظام‌های سیاسی
انسان‌شناس‌ها عموماً چهار نوع از نظام‌های سیاسی را شناسایی می‌کنند. دو نوع از نظام‌هایی که متمرکز نشده‌اند و دو نوع از آن‌هایی که متمرکز شده‌اند.

### نظام‌های متمرکز نشده

#### باند
گروه‌های کوچک قومی که بزرگ‌تر از یک خانواده یا طایفه وسیع نیستند و این باندها تعدادی بیشتر از سی یا پنچاه نفر ندارند. در این باندها اگر تنها عدهٔ کمی از آن خارج شوند، ممکن است از بین برود.

#### قبیله گروهی
عموماً بزرگ‌تر بوده و از تعداد بیشتری از خانواده‌ها تشکیل شده‌است. قبیله‌ها نهادهای اجتماعی بیشتری –از قبیل رئیس یا بزرگان و ریش سفیدان- دارند. طول عمر قبیله‌ها بلند مدت تر از باندهاست. یک باند اگر عدهٔ کمی از آن خارج شوند ممکن از بین برود ولی در قبیله‌ها معمولاً چندین باند فرعی در داخل مجموعه وجود دارند.

### نظام‌های متمرکز شده

#### عشیره
عشیره یک واحد سیاسی مستقل و خودمختار است که متشکل از تعدادی روستا یا جوامع تحت کنترل دائمی برترین رئیس خود می‌باشد، این نهاد پیچیده‌تر از یک اجتماع باندی یا قبیله‌ای و ساده‌تر از یک کشور یا یک تمدن است. مشخصه‌های آن نابرابری فراگیر و تمرکز قدرت است. معمولاً یک تبار یا خانواده از طبقهٔ نخبگان بر کل عشیره حاکم می‌شود. عشیره‌های پیچیده دو یا حتی سه لایه از سلسله مراتب سیاسی دارند.

#### کشور
یک کشور مستقل کشوری با جمعیتی دائمی، یک قلمرو تعریف شده و یک حکومت پایدار و پتانسیل و امکان ورود به ارتباط با دیگر کشورهای مستقل است.

### نظام‌های سیاسی فراملی
نظام‌های سیاسی فراملی به وسیلهٔ ملت‌های مستقل برای دست‌یابی به یک هدف یا ائتلاف مشترک ایجاد شده‌اند.

#### امپراتوری
امپراتوری‌ها مجموعه‌ای گسترده از کشورها یا جوامع تحت یک حکومت واحد هستند. امپراتوری‌ها یا بر اساس وابستگی به مذهب خاصی تشکیل می‌شوند یا در زمان جنگ برای مقابله با دیگر امپراتوری‌ها شکل می‌گیرند. امپراتوری‌ها اغلب در راه ایجاد ساختارهای دموکراتیک، ساختن و ایجاد زیر ساخت‌های شهری و حفظ مدنیت در داخل جوامع گوناگون، پیشرفت زیادی می‌کنند. امپراتوری‌ها به دلیل سازمان پیچیده خود اغلب قادر به حفظ مقدار زیادی قدرت در سطح جهانی هستند.

#### اتحادیه یا لیگ
اتحادیه‌ها سازمان‌هایی جهانی متشکل از گروهی از کشورها هستند که برای هدف واحدی با هم متحد شده‌اند. به این صورت اتحادیه‌ها با امپراتوری‌ها تفاوت دارند، زیرا تنها در جستجوی رسیدن به هدفی خاص هستند. اغلب مواقع اتحادیه در هنگامی که کشورهای عضو در معرض سقوط اقتصادی یا نظامی قرار می‌گیرند، تشکیل می‌شوند. نشست‌ها و جلسات در یک مکان بی‌طرف به نمایندگی از تمام کشورهای عضو انجام می‌پذیرد.

## احزاب سیاسی در نظام‌های سیاسی
نظام‌های سیاسی در ذات خود نیازی به احزاب سیاسی برای پیشبرد سیاست‌های خود ندارند. احزاب سیاسی پس از این که نظام‌های سیاسی شکل گرفتند، ایجاد می‌شوند.

### احزاب سیاسی آمریکایی (دموکرات-جمهوری‌خواه)
در سیاست آمریکا، در ماده دو قانون اساسی ایالات متحده، به ویژه در بند یک، آنجا که صحبت از فرایند انتخابات ریاست جمهوری است، هیچ اشاره‌ای به احزاب سیاسی نشده‌است. این تنها بعد از برقراری و استقرار اولین دولت در آمریکا بود که احزاب سیاسی در فرایندهای انتخاباتی، پا به عرصه وجود گذاشتند.
جرج واشینگتن، اولین رئیس‌جمهور ایالات متحده آمریکا مخالف وجود احزاب سیاسی در بیشتر موقعیت‌ها بود و بنابراین به هیچ حزبی وابستگی نداشت. در سخنرانی خداحافظی خود دلایلی را برای مخالفتش با احزاب سیاسی به ویژه در شکل جدید موجود در ایالات متحده ارائه کرد، با این وجود خود واشینگتن نیز بر وجود احزاب سیاسی در بعضی از نظام‌های سیاسی به ویژه در نظام پادشاهی صحه گذاشت.
جرج واشینگتن تنها رئیس‌جمهوری است که از طریق یک فرایند انتخاباتی حزب گرا انتخاب نشد. به این دلیل دشوار است که در مورد آمریکای بدون نهاد احزاب سیاسی اظهار نظر نمود. به هر حال مورد واشینگتن به مسیر اصلی نظام سیاسی آمریکایی اشاره دارد گرچه در مورد این نفر انتخابی با وجود احزاب رخ نداده‌است. هم قانون اساسی ایالات متحده آمریکا و هم جرج واشینگتن در نظام سیاسی آمریکا، بدون وجود احزاب در آن زمان، حمایت خود را از وجود احزاب سیاسی دموکرات و جمهوری‌خواه در سیاست آمریکا اعلام داشته‌اند. گذشته نشان داده‌است که این دو نوع از نظام، همراه با احزاب سیاسی به خوبی عمل می‌کنند اما در غیر این صورت هم این دو نظام سیاسی در ساز و کارشان نیازی به احزاب سیاسی ندارند.
در طول گذران سال‌ها، نظام سیاسی آمریکایی شاهد یک کاهش شدید در تعداد رای‌دهندگان بوده‌است. در سال ۱۹۶۰ بیشتر از شصت و سه درصد از جمعیت آمریکا از رای‌دهندگان انتخابات‌های ریاست جمهوری بوده‌اند، در حالی که در سال ۱۹۹۶ کمتر از پنجاه درصد امریکایی‌ها در پای صندوق‌های رای حضور یافته‌اند. نه تنها تعداد رای‌دهندگان داخلی در آمریکا کم است بلکه ایالات متحده یکی از کمترین میزان مشارکت رای‌دهندگان را در میان سایر کشورهای دموکراتیک دارد. تحلیل گران می‌گویند عوامل زیادی در کمی این تعداد نقش بازی می‌کنند. برای مثال در بسیاری از ایالات مجرمان از حضور در پای صندوق‌های رای ممنوع شده‌اند. هم چنین اگر شهروندی در طول دوره انتخابات در خارج از کشور باشد از رای دادن منع می‌شود. در نظام سیاسی آمریکایی رای‌دهندگان باید چند هفته قبل از روز انتخابات ثبت نام کنند، بنابراین بسیاری از شهروندان فراموش می‌کنند که ثبت نام کنند و در نتیجه قادر به رای دادن نخواهند بود.

## جامعه‌شناسی نظام‌های سیاسی
دغدغهٔ جامعه‌شناسی در بحث نظام‌های سیاسی این است که بفهمد چه کسی در رابطه بین دولت و مردمش قدرت دارد و چگونه قدرت دولت مورد استفاده قرار می‌گیرد. سه نوع از نظام‌های سیاسی وجود دارد که مورد نظر جامعه‌شناسی است:

### خودکامگی
در دولت‌های خودکامه مردم هیچ قدرت یا نماینده‌ای ندارند. رهبران نخبه همه امور اقتصادی، نظامی و روابط خارجی را اداره می‌کنند. دیکتاتوری‌ها مثال‌های بارز این نوع تمرکز قدرت و استبداد هستند.
نوع دیگر خودکامگی و حادترین شکل آن تمامیت‌خواهی است، زیرا همهٔ جنبه‌های زندگی شامل دخالت در روابط بین شهروندان، سانسور کردن رسانه‌ها، تهدید کردن به وسیلهٔ وحشت و … را انجام داده و بر تمام امور زندگی مردم کنترل و نظارت دارد.

### پادشاهی
پادشاهی دولتی است که به وسیله پادشاه یا ملکه‌ای که کل حاکمیت را در دست دارد اداره می‌شود. در دنیای مدرن دو شکل از پادشاهی وجود دارد، پادشاهی مطلقه و پادشاهی مشروطه. یک پادشاهی مطلقه شبیه یک دیکتاتوری عمل می‌کند که در آن پادشاه حکومت کامل را بر کشور خود اعمال می‌کند. پادشاهی مشروطه به خانوادهٔ شاهی قدرت‌های محدودی می‌دهد و معمولاً امور به وسیلهٔ مقاماتی که انتخاب شده‌اند، اداره می‌شوند. انقلاب‌های اجتماعی قرن هجدهم، نوزدهم و بیستم اکثر پادشاهی موجود را به نفع دولت‌های بیشتر دموکراتیک و میدان دادن به طبقهٔ پایین جامعه سرنگون کردند.
در اصل اول، برداشت چنین بود که شاه در مقابل هیچ‌کس مسئول نیست و اقتدار سلطان دچار هیچ محدودیتی نمی‌گردد. شاهان ایرانی از قدیم‌الایام خود را نماینده مجسم خدا بر روی زمین می‌دانستند و اعتقاد دیرینهٔ ایرانیان به فرهٔ ایزدی یا حکومت الهی شاهان از همین‌جا ناشی شده و این خود یکی از رموز دوام نظام شاهنشاهی در ایران به‌شمار می‌رود.[۱]
«ژان بدن» نویسندهٔ مشهور فرانسوی در قرن ۱۶م نیز حاکمیت مطلق و بدون قید و شرط سلطنت را عامل اساسی دوام دولت می‌دانست. انگلیس قبل از قرن ۱۷ نیز چنین وضعیتی داشت؛ چنانچه «هابز» می‌گفت: «شاه هیچ تعهدی به مفهوم حقوقی کلمه ندارد و می‌تواند تمام وسایلی که برای حکومت مقتدر او ضرورت دارد تملک نماید.» همچنین «بسوته» در فرانسه عصر لویی چهاردهم می‌گفت: «اطاعت از نظام سلطنتی واجب است، زیرا نظام سلطنتی مانند قدرت پدری طبیعی‌ترین روش حکومت و سیستم موروثی بهترین عامل دوام قدرت است و شاه نباید به کسی حساب پس دهد.» این جمله معروف لویی چهاردهم که «دولت منم» خود نمایانگر نظام سیاسی آن زمان بود.[۲] در اصل دوم نیز سلطنت مطلقه به شیوهٔ موروثی بود و اعتقاد بر آن بود که سلطنت موهبتی الهی بوده و تنها به یک خاندان خاص اعطا شده‌است و به شکل موروثی و نسل اندر نسل به فرزندان سرسلسلهٔ این خاندان منتقل می‌شود. در ایران عصر قاجاریه احمدشاه پس از فوت پدر در حالی که تنها ۱۴ سال داشت به سلطنت رسید.
باید دانست که یک تفاوت ظریف و دقیق بین رژیم‌های سیاسی مطلقه از لحاظ گسترهٔ اختیارات و رفتار با اتباع وجود دارد که قابل ذکر است: یکی از این رژیم‌ها در ادبیات سیاسی با نام رژیم‌های مطلق گرا[۳] مشهور است. این نوع رژیم به خود شخص و عمده در اروپای قدیم در فرانسه رایج بود. شاه فرد اول کشور و نحوهٔ نگرش او به قدرت به گونه‌ای بود که شاه را از دارا بودن هر گونه مسئولیت در برابر مردم مبری می‌دانست. چنین شخصی تنها در برابر خداوند که این قدرت را به او داده بود مسئول بود. او معافیت از تبعیت قانون داشت.

### دموکراسی

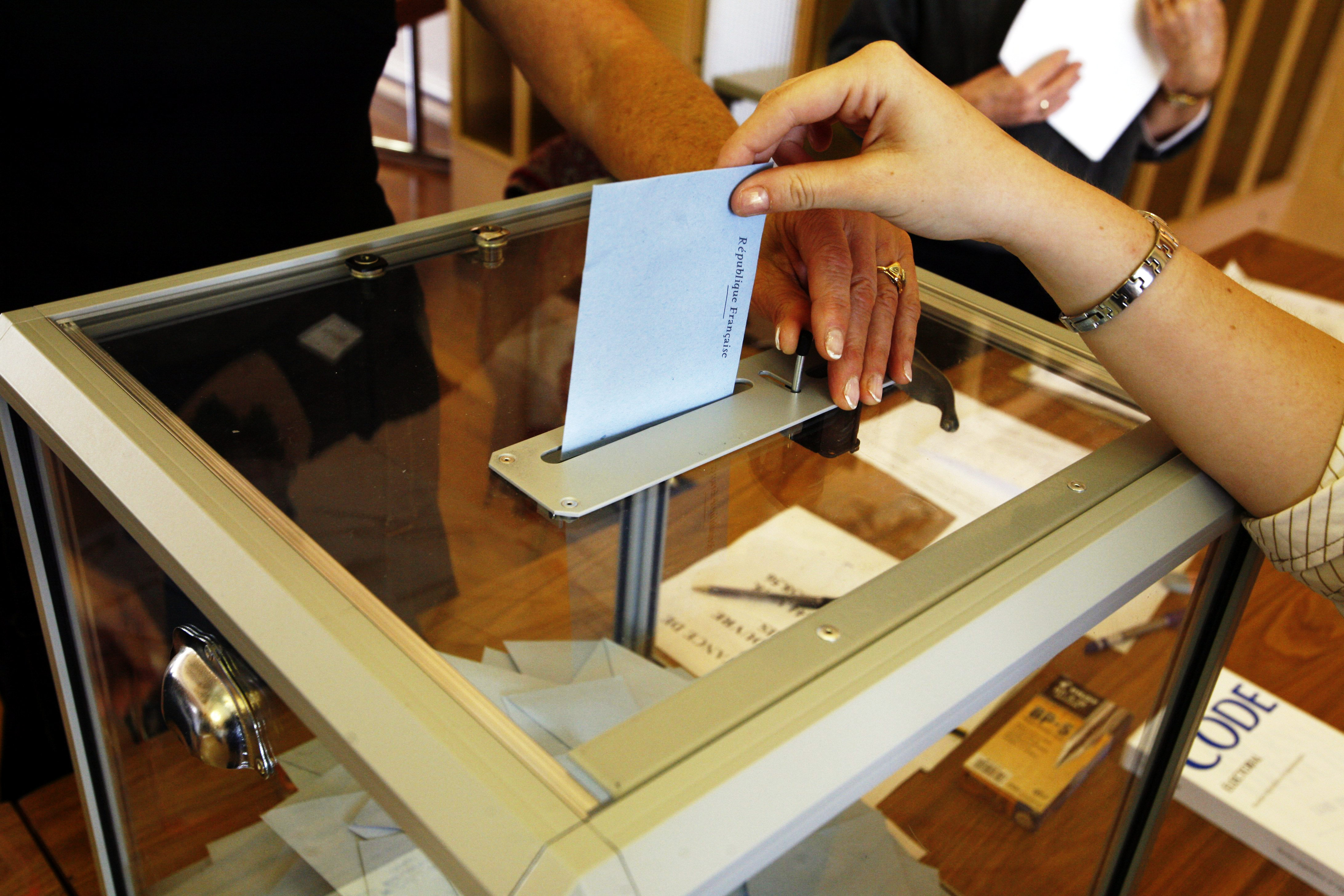
نمایی از برگه رای در انتخاباتی دموکراتیک، که وجه مشترک تمام دموکراسی‌هاست.

دموکراسی شکلی از دولت است که در آن شهروندان به نمایندگان خود رای می‌دهند تا دولت شان را اداره و رهبری کنند. ایدهٔ دموکراسی از یونان باستان و آثار عمیق دانشگاهیان دوران باستان نشأت گرفته‌است، با این حال وجود دموکراسی همیشه به معنای آن نیست که خواسته‌های شهروندان به‌طور مساوی تأمین می‌شود. برای مثال در بسیاری از کشورهای دموکراتیک، مهاجران و اقلیت‌های قومی و نژادی همان حقوق اکثریت شهروندان را ندارند.